# Agnippe
Agnippe is een geslacht van vlinders van de familie tastermotten (Gelechiidae).

## Soorten
- A. biscolorella Chambers, 1872
- A. crinella Keifer, 1927
- A. evippeella Busck, 1906
- A. fuscopulvella Chambers, 1872
- A. lunaki (Rebel, 1941)
- A. pseudolella (Christoph, 1888)